# Trochilocharax ornatus
Trochilocharax ornatus är en fiskart som beskrevs av Axel Zarske 2010. Trochilocharax ornatus ingår i släktet Trochilocharax och familjen Characidae. Inga underarter finns listade i Catalogue of Life.